# Jully-lès-Buxy
Jully-lès-Buxy ist eine französische Gemeinde mit 351 Einwohnern (Stand: 1. Januar 2022) im Département Saône-et-Loire in der Region Bourgogne-Franche-Comté (vor 2016 Bourgogne). Die Gemeinde gehört zum Arrondissement Chalon-sur-Saône und zum Kanton Givry (bis 2015 Buxy).

## Lage

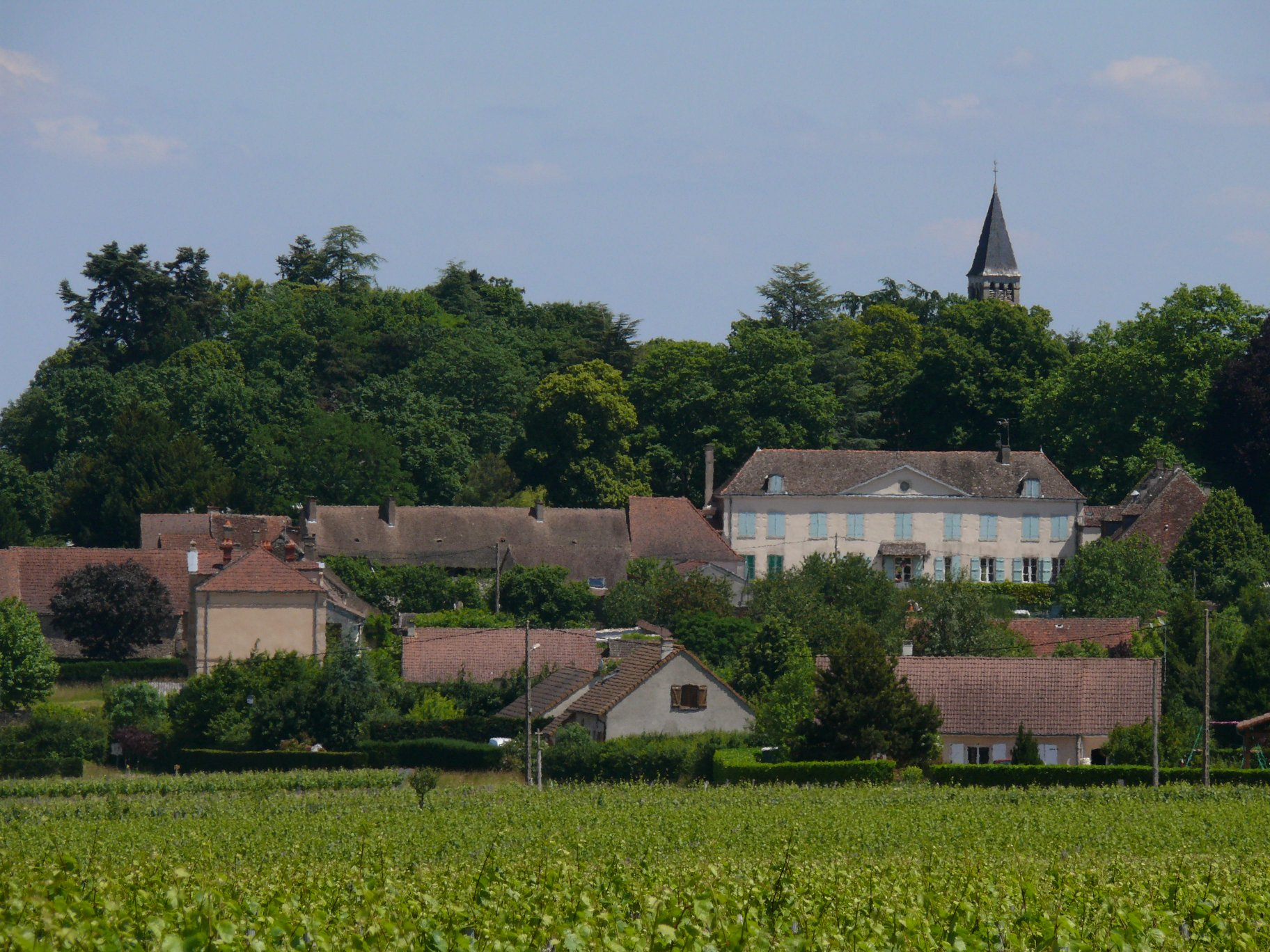
Blick auf Jully-lès-Buxy

Jully-lès-Buxy liegt etwa 14 Kilometer südwestlich von Chalon-sur-Saône. Umgeben wird Jully-lès-Buxy von den Nachbargemeinden Buxy im Norden, Saint-Germain-lès-Buxy im Osten und Nordosten, Saint-Ambreuil im Osten, Messey-sur-Grosne im Süden und Südosten, Chenôves im Süden und Südwesten, Saint-Vallerin im Westen sowie Montagny-lès-Buxy im Nordwesten.

## Bevölkerung
| Jahr                      | 1962 | 1968 | 1975 | 1982 | 1990 | 1999 | 2006 | 2011 | 2016 |
| ------------------------- | ---- | ---- | ---- | ---- | ---- | ---- | ---- | ---- | ---- |
| Einwohnerzahl             | 264  | 266  | 230  | 227  | 283  | 300  | 335  | 353  | 365  |
| Quelle: Cassini und INSEE |      |      |      |      |      |      |      |      |      |

## Sehenswürdigkeiten
- Kirche Saint-Maurice
- Schloss Ponneau, seit 1995 Monument historique

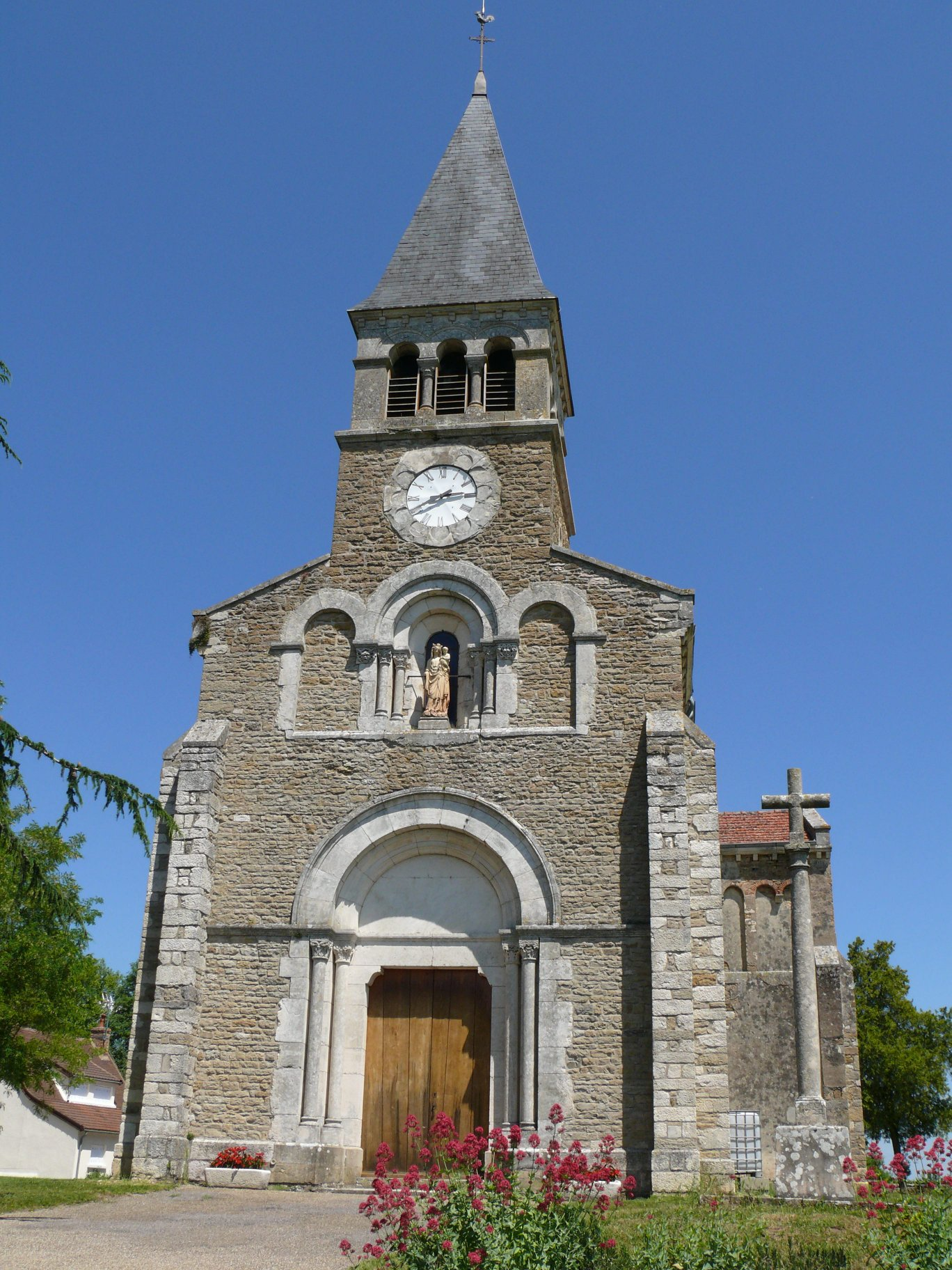
Kirche Saint-Maurice